# Adriana Ocampo
Adriana C. Ocampo Uria (Barranquilla, 5 de enero de 1955) es una geóloga planetaria colombiana y directora del programa de ciencia de la NASA. Ocampo, junto a sus colegas, fueron los primeros en identificar un anillo de cenote a través de imágenes de satélite, la única impresión superficial del cráter de Chicxulub. Esta investigación contribuyó significativamente a la comprensión de este cráter. Posteriormente, Ocampo dirigió al menos siete expediciones de investigación al sitio de Chicxulub. Además, en 1996, Ocampo y sus colegas descubrieron la Cadena del Cráter Aorounga en Chad. Ella continúa buscando nuevos cráteres de impacto, y con su equipo, recientemente informó sobre un posible cráter cerca de Cali, Colombia. Se ha nombrado un asteroide con su nombre como reconocimiento de sus contribuciones a la exploración espacial.

## Educación y primeros años
Adriana C. Ocampo nació el 5 de enero de 1955 en Barranquilla, Colombia. Su madre es Teresa Uría Ocampo, y su padre es Víctor Alberto Ocampo. Su familia se mudó a Buenos Aires, Argentina, y luego emigró a Pasadena, California, en 1970, a la edad de 14 años, donde pudo estudiar física y cálculo. Durante la escuela secundaria, Ocampo formó parte de la tropa 509 del "Laboratorio de Propulsión a Reacción" (JPL, por sus siglas en inglés). En 1973, mientras estaba en la secundaria, obtuvo un trabajo de verano en el Laboratorio de Propulsión a reacción, donde analizó imágenes enviadas por las naves espaciales del Programa Viking. En 1980, Ocampo obtuvo la ciudadanía estadounidense.
Comenzó su educación superior en ingeniería aeroespacial en el Pasadena City College mientras participaba en un programa patrocinado por JPL. Ocampo luego se transfirió a la Universidad Estatal de California, donde cambió su especialidad. Ocampo se ganó su B.S. Licenciado en Geología por la Universidad Estatal de California, Los Ángeles, en 1983, mientras trabajaba en el Laboratorio de Propulsión a Reacción. En 1983, después de graduarse, aceptó un trabajo de tiempo completo en el Laboratorio de Propulsión a Reacción como científica investigadora. Ella se ganó su M.S. Licenciada en Geología Planetaria por la Universidad Estatal de California, Northridge, en 1997, y terminó su Ph.D. en la Vrije Universiteit de Ámsterdam en los Países Bajos.

## Carrera
Ocampo empezó su carrera en ciencia planetaria primero como voluntaria en el Laboratorio de Propulsión a Reacción  (JPL por sus siglas en inglés) durante el verano, tiempo después siendo universitaria como empleada, ha trabajado en un número considerable de proyectos de la NASA sobre ciencia planetaria, incluyendo la sonda espacial Juno de misión a Júpiter, la misión de Horizontes Nueva a Plutón, y el OSIRIS-REx misión de regreso con muestras del asteroide.[cita requerida] Es también la científica responsable para la colaboración de NASA con Venus de la Agencia Espacial europea Expresa misión y la misión de Orbitador de Clima de Venus de la Agencia de Exploración Aeroespacial japonesa.[cita requerida]
Como directora del programa Nuevos Horizontes de la NASA afirma que durante la próxima década se abrirá para la civilización la posibilidad de explorar nuevos mundos.

## Premios y honores
Ocampo fue nombrada por la Comisión Femenil Mexicana de Los Ángeles, como la mujer del año en ciencia en 1992. También recibió el Consejo consultivo para Premio de Mujeres en JPL en 1996 y la Ciencia y el Premio de Tecnología de la Federación de Chicano en 1997. En marzo de 2022, Ocampo fue galardonada en la ceremonia virtual de los Latin America Lifetime Awards por su inspirador legado como científica.